# Binturong de Palawan
 (juin 2024).
 (juin 2024).
Si vous disposez d'ouvrages ou d'articles de référence ou si vous connaissez des sites web de qualité traitant du thème abordé ici, merci de compléter l'article en donnant les références utiles à sa vérifiabilité et en les liant à la section « Notes et références ».
Arctictis binturong whitei
Sous-espèce
Statut de conservation UICN

 VU  : Vulnérable
Statut CITES
Le Binturong de Palawan  (Arctictis binturong whitei) est une sous-espèce du Binturong (Arctictis binturong), une espèce de mammifères de la famille des Viverridae. Il est endémique de l'île de Palawan (Philippines).

## Description
Le binturong de Palawan peut atteindre 1,4 m. Les caractéristiques distinctives sont les oreilles bordées de fourrure blanche et de longues moustaches blanches qui peuvent être aussi longues que la longueur de sa tête. Généralement docile lorsqu'il est manipulé, le chat-ours possède néanmoins des griffes et des dents acérées qui peuvent facilement déchirer la chair. Il peut se suspendre en enroulant sa forte queue préhensile autour des branches. Sa pupille orientée verticalement indique que c'est un animal nocturne. Il a une fourrure brun noir grossière et épaisse.

## Comportement et écologie
Le binturong de Palawan habite dans la forêt tropicale humide. C'est un omnivore, se nourrissant de fruits, de petits animaux et de charognes. Il est solitaire et surtout actif la nuit ; il est arboricole, vivant dans les forêts, y compris les forêts tropicales, ainsi que dans les zones agricoles et à proximité des établissements humains. Il est omnivore et mange une large gamme de fruits, d'insectes, de petits mammifères et d'oiseaux. Il communique en utilisant une gamme de vocalisations telles que des grognements, des sifflements et des grognements ; les femelles donnent naissance à un seul petit après une période de gestation de 90 jours. Les petits naissent les yeux fermés et dépendent de leur mère pendant les premiers mois de leur vie.

## Conservation
En raison de sa répartition limitée, le binturong de Palawan peut être préoccupant en matière de conservation, et en raison de sa dépendance à l'égard de la forêt, il est menacé par la déforestation, qui constitue un problème grave à Palawan : entre 2000 et 2017, 11 % de la forêt mondiale a été détruite. perdu. En outre, Palawan est une plaque tournante du commerce illégal d'espèces sauvages, les binturongs de Palawan étant régulièrement saisis (l'UICN classe le binturong de Palawan comme vulnérable ; les principales menaces auxquelles il est confronté sont la destruction et la dégradation de la forêt tropicale primaire, la chasse pour la viande, l'utilisation dans les activités traditionnelles. comme médicaments et comme animaux de compagnie, et le piégeage accidentel ou intentionnel, qui est exacerbé par des sanctions négligeables pour la chasse et le commerce dans certains pays. Elles, comme les civettes de palmiers ordinaires (Paradoxurus spp.), sont piégées vivantes et gardées dans des fermes en Indonésie. pour la fabrication du café civette, avec de mauvaises conditions de vie entraînant une mortalité importante. Cette sous-espèce est collectée pour le commerce des animaux de compagnie. Dans le sud de son aire de répartition, elle est également consommée.

## Classification
Le nom valide complet (avec auteur) de ce taxon est Arctictis binturong whitei J.A.Allen, 1910.